# فرانک (نام)
فرانَک نام زنانهٔ ایرانی‌ست. افراد شاخص با این نام از این قرارند:
- فرانک (شاهنامه)، مادر فریدون و همسر آبتین در روایات شاهنامه
- فرانک میرقهاری

فرانْک (Frank , Franck) همچنین نامی‌است مردانه که در میان گویشوران زبان‌هایی چون انگلیسی، آلمانی، فرانسوی و هلندی. فرانکی (به انگلیسی: Frankie) مصغر این نام در زبان انگلیسی‌است. همچنین فرانس (به فرانسوی: France) در فرانسوی حالت مؤنث آن است.
فرانک در اصل نام قومی ژرمن بود که در سده‌های سوم و چهارم بر بخش بزرگی از اروپا به ویژه فرانسه چیره‌شدند. خود این واژه از نام گونه‌ای نیزه گرفته شده که مورد استفادهٔ فرانک‌ها بوده‌است. نورمن‌ها این نام را با خود از اروپای قاره‌ای به انگلستان بردند. در سال ۲۰۱۳ میلادی فرانک ۷۲اُمین نام محبوب در میان سوئدی‌ها بود.

## افراد سرشناس

### نام کوچک
- فرانک اوشن
- فرانک جی لو
- فرانک سیناترا
- فرانک کاپرا
- فرانک گری
- فرانک لمپارد
- فرانک میلر
- فرانک ریبری فوتبالیست

### نام خانوادگی
- آدولف فرانک
- آنه فرانک
- ژاکوب فرانک
- هانس فرانک